# Ternana Calcio
Ternana Calcio, thường được gọi là Ternana, là một câu lạc bộ bóng đá Ý có trụ sở tại Terni, Umbria. Năm 2017, câu lạc bộ đã được Unicusano mua lại, do đó thêm tên của trường đại học tư nhân vào câu lạc bộ. Từ "Unicusano" cũng đã được thêm vào biểu tượng trong mùa giải 201718, nhưng đã bị xóa vào tháng 5 năm 2018.
Câu lạc bộ được thành lập vào năm 1925 và được thành lập lại vào năm 1993. Trong lịch sử của mình, Ternana đã hai lần chơi ở Serie A (mùa 1972-73 và 1974-75) và 27 lần ở Serie B.
Là đội đầu tiên từ Umbria tham gia Serie A, Ternana tận hưởng sự cạnh tranh khu vực với Perugia và chơi các trận đấu trên sân nhà của họ tại Stadio Libero Liberati.

## Lịch sử

### Thành lập
Câu lạc bộ được thành lập vào năm 1925 với tên Terni FBC sau khi sáp nhập giữa Câu lạc bộ bóng đá Terni và Unione Sportiva Ternana, tham gia Division II năm 1926 và Division I (ngày nay gọi là Serie B) chỉ một năm sau đó.

### Từ Serie C đến Serie B
Tuy nhiên, câu lạc bộ đã bị giải tán do những khó khăn tài chính, được tái lập vào năm 1929 với tên Unione Fascista Ternana (một giáo phái phổ biến trong chế độ phát xít Ý). Giải tán lần nữa vào năm 1933, câu lạc bộ trở lại hoạt động bóng đá vào năm 1935 dưới cái tên Polisportiva Mario Umberto Borzacchini, sau khi một tay đua xe và một người bản địa của Terni đã chết tại Monza Grand Prix 1933. Năm 1938, câu lạc bộ mới đã thăng hạng lên Serie C, bỏ lỡ lần thăng hạng thứ hai liên tiếp vào năm sau.
Năm 1946, sau Thế chiến II, bóng đá khởi động lại ở Ý và Ternana chơi ở Serie B, mất cơ hội thăng hạng trong hai năm liên tiếp và bị xuống hạng ở Serie C năm 1949 và IV Serie năm 1950. Một cuộc xuống hạng thứ ba, lần này là Promozione, đến năm 1953, và sau đó là hai năm trong giải đia phương trước khi trở lại IV Serie vào năm 1955. Câu lạc bộ trở lại Serie C vào năm 1964, và Serie B vào năm 1968, sau này dưới thời HLV Corrado Viciani.

### 1970s năm 1993: Từ Serie A đến phá sản

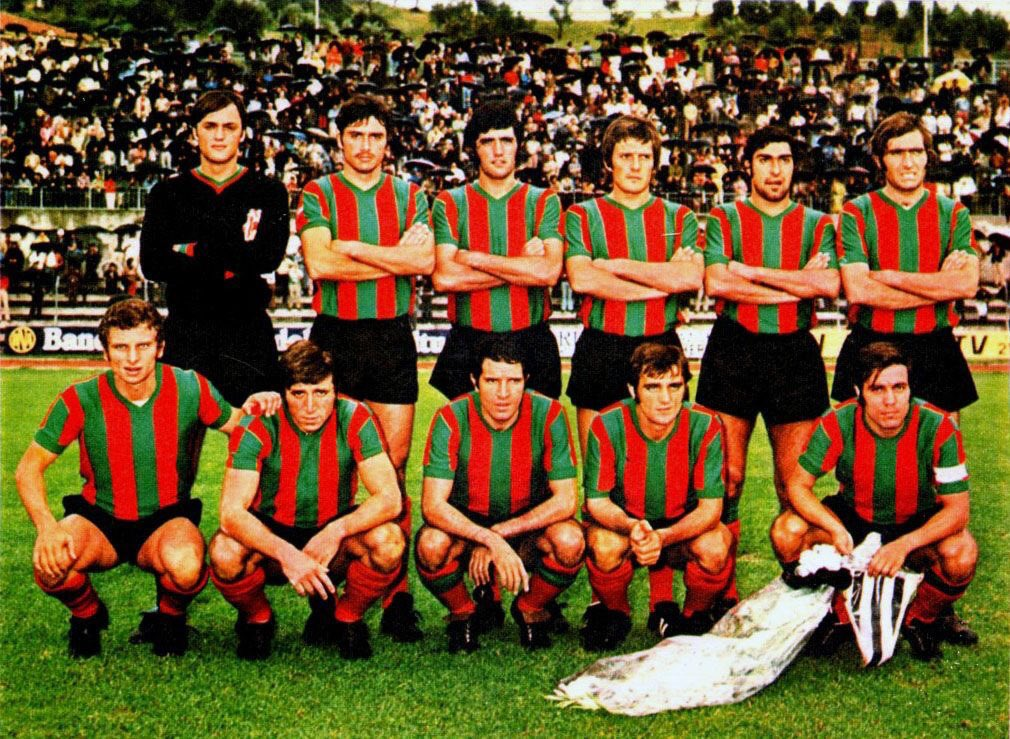
Mùa 1972-73 của Ternana, mùa giải Serie A đầu tiên.

Năm 1972, Ternana cuối cùng đã thăng hạng Serie B và lần đầu tiên đến Serie A, một lần nữa với Viciani làm huấn luyện viên. Tuy nhiên, câu lạc bộ đã không chứng minh được sự sẵn sàng của họ ở Serie A, và họ đã nhanh chóng xuống hạng trong lần xuất hiện đầu tiên của họ ở giải đấu cao nhất, chỉ có ba chiến thắng trong 30 trận đấu. Năm 1974, một lần nữa ở Serie B, Ternana đã đạt được một trong ba vị trí hàng đầu, giành được cơ hội thăng hạng thứ hai lên Serie A; tuy nhiên, sau đó là một cuộc xuống hạng đáng buồn khác. Trong những năm tiếp theo, mặc dù có một số huấn luyện viên trưởng đáng chú ý như Edmondo Fabbri, Cesare Maldini và Renzo Ulivieri, Ternana đã không thể trở lại giải đấu cao nhất, và thay vào đó đã bị xuống hạng ở Serie C vào năm 1980, mặc dù đã có một mùa giải thành công ở 1979-80 Coppa Italia, nơi Ternana lọt vào bán kết, sau đó bị loại 3-1 chung cuộc trước Roma.
Trong những năm 1980, Ternana chơi giữa Serie C1 và Serie C2, trước khi phá sản vào ngày 12 tháng 12 năm 1987. Được quản lý bởi một nhà thanh lý chính thức, Ternana kết thúc mùa giải và thoát khỏi sự xuống hạng. Câu lạc bộ, được mua vào mùa hè năm 1988 bởi một tập đoàn do Gaspare Gambino đứng đầu, đã giành được thăng hạng lên Serie C vào năm 1988-89 sau khi giành chiến thắng trong loạt sút luân lưu trong trận play-off với Chieti. Kế tiếp, Ternana đã lên chơi t5i Serie C1 vào năm 1992 và đánh dấu sự trở lại của họ với Serie B. Tuy nhiên, sự thăng hạng cùng những rắc rối tài chính ngăn cản những bản hợp đồng mới. Vào cuối mùa giải, mà đội kết thúc ở vị trí cuối cùng, Ternana đã chính thức phá sản.

### 1993-1998: Từ sự hồi sinh đến Serie B
Vào mùa hè năm 1993, câu lạc bộ đã được giới thiệu là Ternana Calcio và bị buộc phải bắt đầu lại từ Serie D. Trong mùa giải Serie D đầu tiên của họ, Ternana đã bỏ lỡ cơ hội thăng hạng, kết thúc ở vị trí thứ ba sau Teramo và đối thủ địa phương Narnese. Tiếp theo đó là một nỗ lực không thành công khác, vì Ternana đã mất suất thăng hạng từ Viterbese; mặc dù vậy, câu lạc bộ sau đó đã được chuyển đến Serie C2 để lấp chỗ trống giải đấu (ripescaggio). Vào năm 1996-97 và 1997-98 với một chủ tịch mới và Luigi Delneri làm huấn luyện viên trưởng, Ternana đã giành được hai lần thăng hạng liên tiếp, do đó trở lại Serie B.

### 1998 Hiện tại: Từ Serie B đến Lega Pro Prima Divisione và trở lại
Ternana chơi Serie B từ năm 1998 đến 2006. Năm 2004 đã bỏ lỡ cơ hội thăng hạng ở Serie A, kết thúc 4 điểm sau Fiorentina.
Năm 2006, họ đã xuống hạng Serie C1 (kể từ mùa giải 2008-09 Lega Pro Prima Divisione).
Trong mùa giải 2010-11, câu lạc bộ đã xuống hạng Lega Pro Seconda Divisione sau khi thua trận play-off, nhưng sau đó nó đã được trở lại Lega Pro Prima Divisione vào ngày 4 tháng 8 năm 2011 để lấp chỗ trống.
Trong mùa giải 2011-12, nó đã được thăng hạng từ Lega Pro Prima Divisione lên Serie B.
Trở lại Serie B, Ternana đã tránh xuống hạng cũng như play-out trong 6 mùa liên tiếp.
Vào tháng 6 năm 2017, quyền sở hữu của câu lạc bộ đã được chuyển cho [./https://en.wikipedia.org/wiki/Stefano_Bandecchi Stefano Bandecchi]   (chủ sở hữu của Đại học Studi Niccolò Cusano).
Ternana đã xuống hạng từ Serie B vào ngày 12 tháng 5 năm 2018.

## Màu sắc và huy hiệu
Màu sắc của đội là đỏ và xanh lá cây. Đây là đội chuyên nghiệp Ý duy nhất có sự kết hợp màu đỏ và màu xanh lá cây.

## Cầu thủ

### Đội hình hiện tại
Tính đến ngày 1/2/2024
Ghi chú: Quốc kỳ chỉ đội tuyển quốc gia được xác định rõ trong điều lệ tư cách FIFA. Các cầu thủ có thể giữ hơn một quốc tịch ngoài FIFA.
| Số | VT | Quốc gia  | Cầu thủ                                   |
| -- | -- | --------- | ----------------------------------------- |
| 1  | TM | Ý         | Antony Iannarilli                         |
| 3  | HV | Ý         | Riccardo Zoia (mượn từ Vis Pesaro)        |
| 4  | HV | Đan Mạch  | Frederik Sørensen                         |
| 6  | HV | Ý         | Christian Dalle Mura (mượn từ Fiorentina) |
| 8  | TV | Hà Lan    | Kees de Boer                              |
| 9  | TĐ | Ý         | Antonio Raimondo (mượn từ Bologna)        |
| 11 | TĐ | Ba Lan    | Jan Żuberek (mượn từ Inter Milan)         |
| 15 | HV | Argentina | Tiago Casasola                            |
| 17 | TĐ | Ý         | Andrea Favilli (mượn từ Genoa)            |
| 18 | TĐ | Ý         | Gabriele Onesti                           |
| 19 | HV | Ý         | Marco Capuano                             |
| 22 | TM | Ý         | Denis Franchi                             |
| 24 | TV | Ý         | Federico Viviani                          |
| 25 | TV | Ba Lan    | Jakub Łabojko                             |

| Số | VT | Quốc gia  | Cầu thủ                                  |
| -- | -- | --------- | ---------------------------------------- |
| 27 | TV | Ý         | Costantino Favasuli (mượn từ Fiorentina) |
| 28 | TĐ | Ý         | Filippo Distefano (mượn từ Fiorentina)   |
| 32 | HV | Ý         | Filippo Sgarbi (mượn từ Cosenza)         |
| 44 | HV | Ý         | Lorenzo Lucchesi (mượn từ Fiorentina)    |
| 65 | TĐ | Ý         | Federico Dionisi                         |
| 66 | TV | Phần Lan  | Niklas Pyyhtiä (mượn từ Bologna)         |
| 71 | TV | Ý         | Gregorio Luperini                        |
| 72 | TV | Ý         | Lorenzo Amatucci (mượn từ Fiorentina)    |
| 73 | TV | România   | Andrei Mărginean (mượn từ Sassuolo)      |
| 77 | TM | Brasil    | Gabriel Brazão (mượn từ Inter Milan)     |
| 79 | HV | Argentina | Franco Carboni (mượn từ Inter Milan)     |
| 82 | HV | Pháp      | Ange N'Guessan (mượn từ Torino)          |
| 86 | TV | Ý         | Giacomo Faticanti (mượn từ Lecce)        |
| 89 | TV | Uruguay   | Gastón Pereiro (mượn từ Cagliari)        |